# Nakskov
Nakskov est une ville située au Danemark. C'est la plus grande des villes de la municipalité de Lolland depuis la réforme communale de 2007. Elle n'en est pas pour autant le chef-lieu, qui revient à la cité voisine de Maribo.
Nakskov est située sur la côte occidentale de l'île de Lolland.
La région fut peuplée dès la période néolithique.

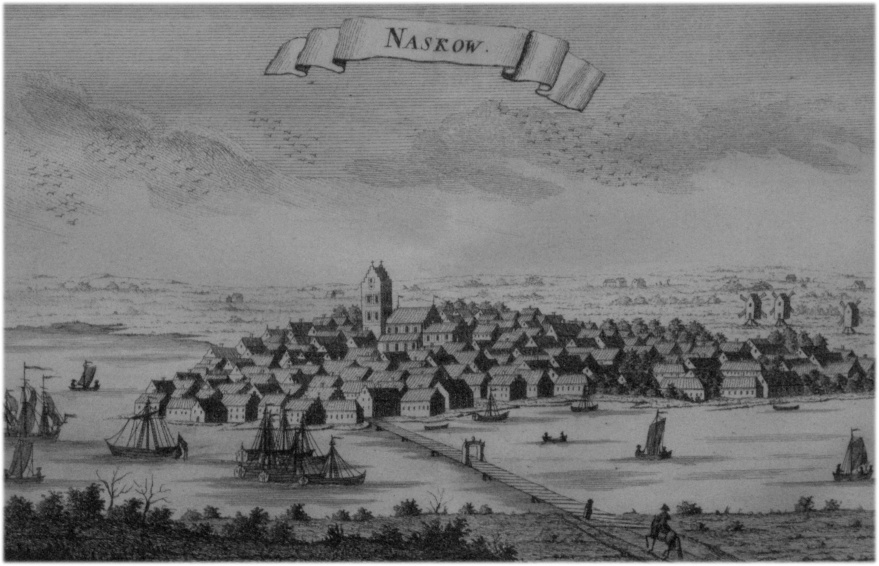
Vue de Nakskov au Moyen Âge.

Au Moyen Âge, en 1266, la cité obtint des droits et privilèges pour le commerce sous le règne d'Éric V de Danemark.
Au cours du XIVe siècle fut réédifiée, en briques, l'église Saint-Nicolas de Nakskov dont les premières fondations en bois, datant de l'an 1000, furent mises à jour au cours des années 1950.
Au XIXe siècle, la construction du chemin de fer permit de relier la ville d'abord à l'île de Falster puis à la capitale danoise Copenhague. La plus grande des sucreries danoises se trouve à Nakskov. Elle traîte environ 12 000 t de betteraves par jour et appartient au groupe allemand Nordzucker.
Le fjord de Nakskov est une réserve naturelle pour la faune sauvage.

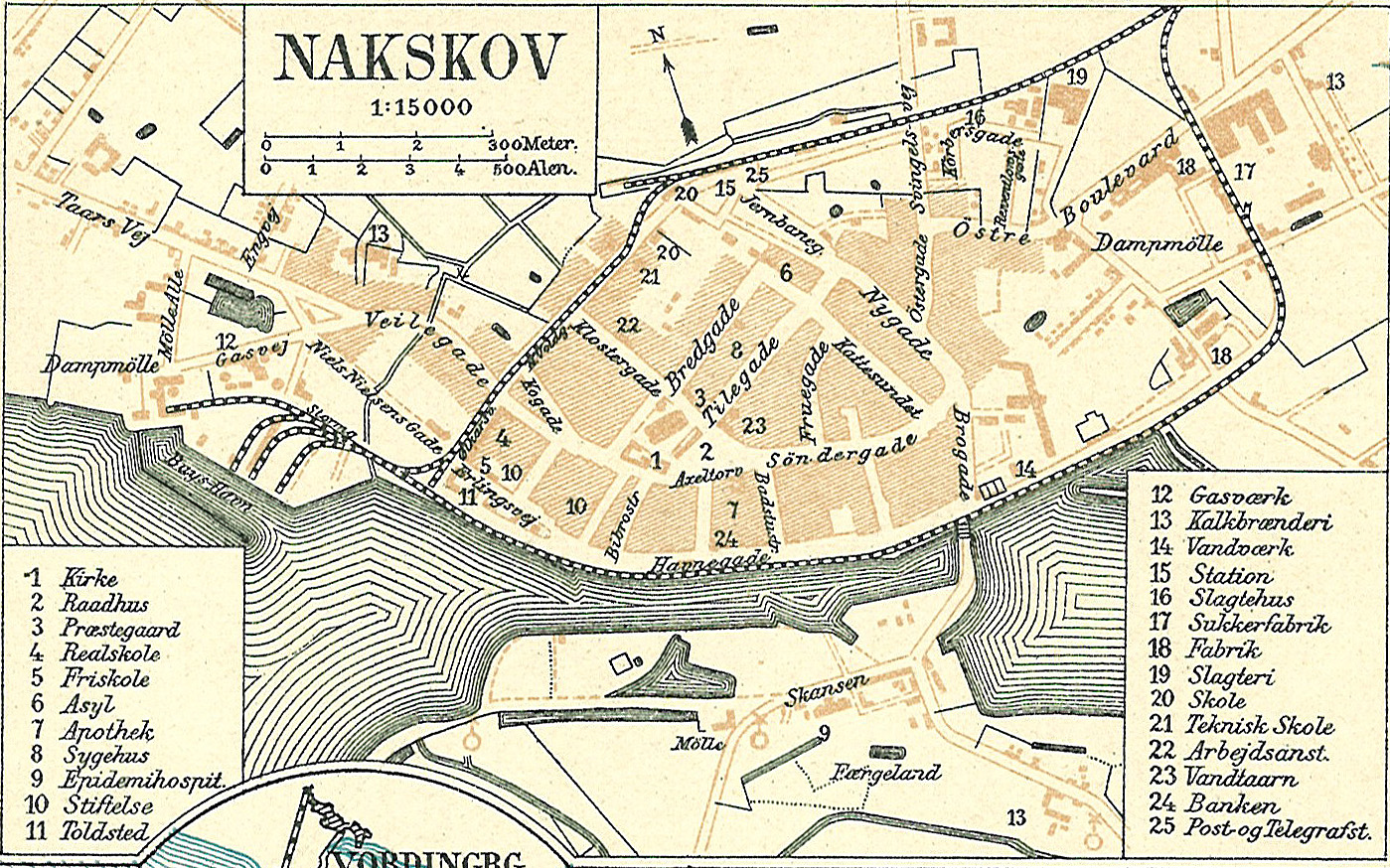
Plan de Nakskov vers 1900.

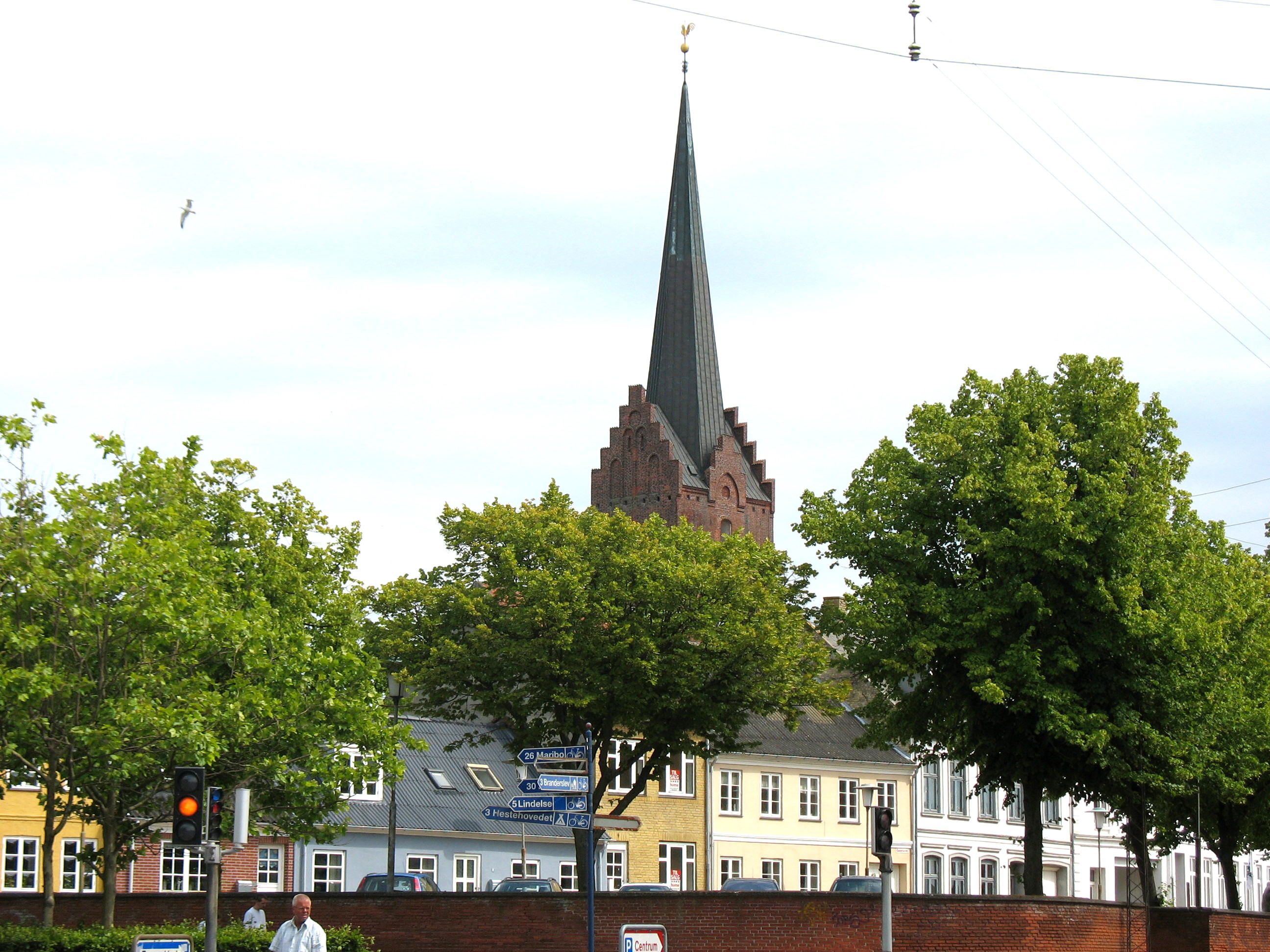
Le clocher de l'église Saint-Nicolas.

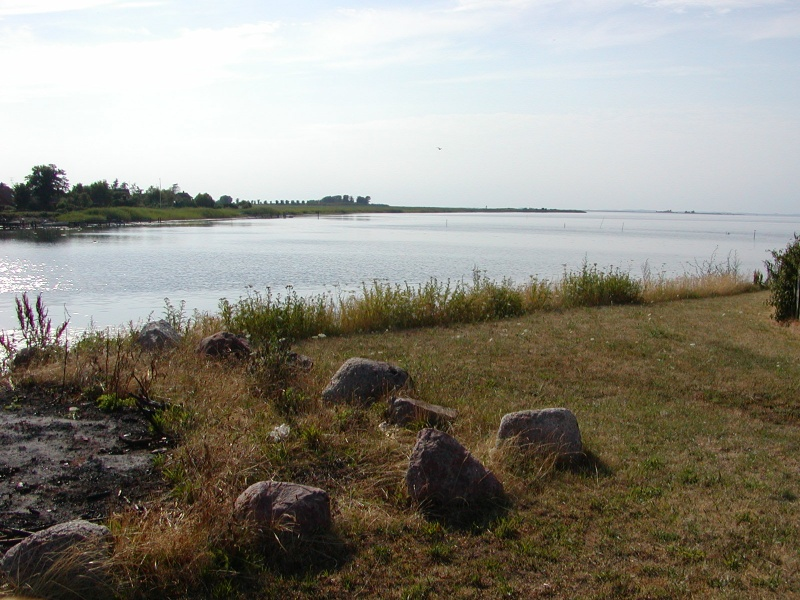
Vue partielle du fjord de Nakskov.